# Liste der Olympiasieger im Fußball
Die Liste der Olympiasieger im Fußball führt sämtliche Sieger sowie die Zweit- und Drittplatzierten der Fußballturniere bei den Olympischen Sommerspielen auf. Fußball für Männer ist seit 1908 olympisch, seit 1996 wird auch ein Turnier für Frauen ausgetragen.

## Olympische Fußballturniere der Männer
| Turnier                         | Gold             | Silber             | Bronze               |
| ------------------------------- | ---------------- | ------------------ | -------------------- |
| 1900 London *                   | Großbritannien   | Frankreich         | Belgien              |
| 1904 St. Louis **               | Kanada           | Vereinigte Staaten | Vereinigte Staaten   |
| 1906 Athen (Zwischenspiele) *** | Dänemark         | Osmanisches Reich  | Osmanisches Reich    |
| 1908 London                     | Großbritannien   | Dänemark           | Niederlande          |
| 1912 Stockholm                  | Großbritannien   | Dänemark           | Niederlande          |
| 1920 Antwerpen                  | Belgien          | Spanien            | Niederlande          |
| 1924 Paris                      | Uruguay          | Schweiz            | Schweden             |
| 1928 Amsterdam                  | Uruguay          | Argentinien        | Italien              |
| 1936 Berlin                     | Italien          | Österreich         | Norwegen             |
| 1948 London                     | Schweden         | Jugoslawien        | Dänemark             |
| 1952 Helsinki                   | Ungarn           | Jugoslawien        | Schweden             |
| 1956 Melbourne                  | Sowjetunion      | Jugoslawien        | Bulgarien            |
| 1960 Rom                        | Jugoslawien      | Dänemark           | Ungarn               |
| 1964 Tokio                      | Ungarn           | Tschechoslowakei   | Deutschland          |
| 1968 Mexiko-Stadt               | Ungarn           | Bulgarien          | Japan                |
| 1972 München                    | Polen            | Ungarn             | Sowjetunion **** DDR |
| 1976 Montreal                   | DDR              | Polen              | Sowjetunion          |
| 1980 Moskau                     | Tschechoslowakei | DDR                | Sowjetunion          |
| 1984 Los Angeles                | Frankreich       | Brasilien          | Jugoslawien          |
| 1988 Seoul                      | Sowjetunion      | Brasilien          | BR Deutschland       |
| 1992 Barcelona                  | Spanien          | Polen              | Ghana                |
| 1996 Atlanta                    | Nigeria          | Argentinien        | Brasilien            |
| 2000 Sydney                     | Kamerun          | Spanien            | Chile                |
| 2004 Athen                      | Argentinien      | Paraguay           | Italien              |
| 2008 Peking                     | Argentinien      | Nigeria            | Brasilien            |
| 2012 London                     | Mexiko           | Brasilien          | Südkorea             |
| 2016 Rio de Janeiro             | Brasilien        | Deutschland        | Nigeria              |
| 2020 Tokio                      | Brasilien        | Spanien            | Mexiko               |
| 2024 Paris                      | Spanien          | Frankreich         | Marokko              |

(*) 1900 fanden zwei Einzelspiele zwischen Vereinsmannschaften statt. Das IOC legte die Rangliste nachträglich fest.

(**) 1904 nahmen drei Vereins- bzw. Schulmannschaften teil.

(***) 1906 vom IOC nicht anerkannte Zwischenspiele. Es nahmen vier zum Teil gemischte Teams teil, darunter eine Kopenhagener Stadtauswahl.

(****) 1972 wurden zwei Bronzemedaillen vergeben, weil das Spiel um Platz 3 zwischen der DDR und der UdSSR auch nach Verlängerung 2:2 stand. Ein Elfmeterschießen war damals nicht vorgesehen.

## Olympische Fußballturniere der Frauen
| Turnier             | Gold               | Silber              | Bronze             |
| ------------------- | ------------------ | ------------------- | ------------------ |
| 1996 Atlanta        | Vereinigte Staaten | Volksrepublik China | Norwegen           |
| 2000 Sydney         | Norwegen           | Vereinigte Staaten  | Deutschland        |
| 2004 Athen          | Vereinigte Staaten | Brasilien           | Deutschland        |
| 2008 Peking         | Vereinigte Staaten | Brasilien           | Deutschland        |
| 2012 London         | Vereinigte Staaten | Japan               | Kanada             |
| 2016 Rio de Janeiro | Deutschland        | Schweden            | Kanada             |
| 2020 Tokio          | Kanada             | Schweden            | Vereinigte Staaten |
| 2024 Paris          | Vereinigte Staaten | Brasilien           | Deutschland        |